# Guilherme Kuromoto
Guilherme Kuromoto Milleo (Londrina, 16 maggio 1986) è un giocatore di calcio a 5 brasiliano naturalizzato giapponese. All'inizio della carriera ha rappresentato la nazionale italiana.

## Carriera

### Club
Kuromoto cresce calcisticamente in Brasile per poi approdare diciottenne in Italia nelle file del Cinecittà. Dopo appena una stagione passa al Maran Spoleto in cui resta due stagioni, venendo convocato anche dalla nazionale italiana Under 21. Si trasferisce quindi alla neopromossa Marca Trevigiana, dopodiché nel 2008 al Montesilvano. Nella stagione 2009-10 è tesserato dall'Arzignano Grifo ma a causa dei problemi societari dei vicentini dopo appena qualche mese il portiere si trasferisce al Cagliari, dove resta anche la stagione seguente. Nella stagione 2011-12 firma con il Real Rieti con cui raggiunge una tranquilla salvezza; nel 2012 torna alla Marca per sostituire Alexandre Feller ritornato in Brasile. Con i trevigiani vince il suo primo scudetto, seppur avvicendandosi tra i pali per tutta la stagione con Gabriel Miraglia. Nella stagione 2013-2014, si trasferisce in Giappone per giocare con la formazione dello Shonan Bellmare, mentre in quella successiva si accasa al Vos Cuore Sendai. Nel 2015 cambia di nuovo squadra passando al Fuchū Athletic.

### Nazionale
Di origini giapponesi e italiane, inizialmente ha deciso di rappresentare sportivamente la selezione italiana. Dopo aver giocato nella Under-21, ha debuttato nella nazionale maggiore il 31 ottobre 2007 in occasione dell'amichevole disputata a Montebelluna nella quale gli azzurri hanno superato l'Ucraina per 5-2. Nel maggio del 2020 rinuncia alla cittadinanza italiana per ottenere quella giapponese. Con la selezione nipponica ha disputato la vittoriosa Coppa d'Asia 2022, al termine della quale è stato eletto miglior portiere del torneo.

## Palmarès

### Club
- Campionato italiano: 1

Marca: 2012-13

### Nazionale
- Coppa d'Asia: 1
Kuwait 2022